# Berlin–Leipzig 1949
Berlin–Leipzig 1949 war die erste Austragung des seit 1920 ausgefahrenen deutschen Eintagesrennens Berlin–Leipzig nach dem Zweiten Weltkrieg. Es fand am 18. April statt und führte von Berlin in die sächsische Metropole Leipzig. Sieger wurde Otto Busse.

## Rennverlauf
Das Rennen führte über 163 Kilometer. 150 Radrennfahrer aus allen vier Besatzungszonen waren am Start. Zur Hälfte des Rennens brachte ein Massensturz etliche Fahrer um alle Chancen. Auf der Zielgeraden setzte sich Busse gegen vier Fahrer aus Berlin durch.

## Ergebnis
| Platz | Fahrer            | Verein/Ort                   | Zeit (h)       |
| ----- | ----------------- | ---------------------------- | -------------- |
| 01.   | Otto Busse        | Sportgemeinschaft Stötteritz | 4:35:35        |
| 02.   | Johann Haugk      | RVg Luisenstadt Berlin       | gl. Zeit       |
| 03.   | Herbert Hannemann | RVg Luisenstadt Berlin       | gl. Zeit       |
| 04.   | Alfred Krüger     | RVg Luisenstadt Berlin       | gl. Zeit       |
| 05.   | Heinz Weinert     | Berlin                       | gl. Zeit       |
| 06.   | Hans Schliebener  | RVg Luisenstadt Berlin       | + 2:00 Minuten |
| 0 …   |                   |                              |                |